# یانگ جون (بازیکن بسکتبال)
یانگ جون (杨珺؛ زادهٔ ۲۸ آوریل ۱۹۸۸) بازیکن زن واترپلو اهل چین است.
وی در مسابقات کشوری و بین‌المللی در مجموع برندهٔ ۲ مدال طلا، ۱ مدال نقره، ۱ مدال برنز شده‌است.